# مارموست سفیدوزرین
مارموست سفیدوزرین (نام علمی: Mico chrysoleuca) نام یک گونه از سرده مارموست است.